# Tapeinosperma clavatum
Tapeinosperma clavatum är en viveväxtart som beskrevs av Carl Christian Mez. Tapeinosperma clavatum ingår i släktet Tapeinosperma och familjen viveväxter. Inga underarter finns listade i Catalogue of Life.